# رونالدو ألفيس
رونالدو ألفيس (بالبرتغالية: Ronaldo Alves‏) هو لاعب كرة قدم برازيلي في مركز الدفاع، ولد في 9 يوليو 1989 في Bebedouro ‏ في البرازيل. لعب مع أتلتيكو باراناينسي ونادي أفاي لكرة القدم ونادي إنترناسيونال ونادي كريسيوما ونادي ناوتيكو.

## وصلات خارجية
- رونالدو ألفيس على موقع قاعدة بيانات كرة القدم.إي يو (الإنجليزية)
- رونالدو ألفيس على موقع Soccerway.com (الإنجليزية)